# Sergey Kalantay
Sergey Kalantay (* 31. Mai 1964 in Kiew) ist ein ukrainischer Schauspieler.

## Leben
Sergey Kalantay besuchte von 1981 bis 1985 die Staatliche Akademie für Theaterkunst in seiner Geburtsstadt, anschließend stand er dort bis 1992 auf der Bühne des Theaters auf dem Podol. Seit 1996 arbeitet Kalantay auch verstärkt an deutschen Theatern, hauptsächlich in München am Theater Fisch&Plastik und zuletzt am Theater Viel Lärm um Nichts.
In der Folge Blutsbrüder der Serie Die Motorrad-Cops – Hart am Limit spielte Kalantay zum ersten Mal in einer deutschen Produktion. Seitdem ist er immer wieder in verschiedenen Filmen und Serien zu sehen, so in der ZDF-Serie SOKO 5113, in einer Tatort-Folge oder in der Actionkomödie Nina Undercover – Agentin mit Kids. 
Daneben wirkte Sergey Kalantay 2010 in der Folge Unter sticht Ober aus der Reihe Radio-Tatort mit. Er lebt in Kiew und München.

## Filmografie (Auswahl)
- 2001: Die Motorrad-Cops – Hart am Limit – Blutsbrüder
- 2003: Lichter
- 2005: Neue Freunde, neues Glück
- 2005: Speer und Er – Spandau – Die Strafe
- 2006: Havarie
- 2006: SOKO 5113 – Unter Wölfen
- 2007: Das Beste aus meinem Leben – Nicht ohne meinen Kühlschrank
- 2007: Tatort – Spätschicht
- 2008: Ihr Auftrag, Pater Castell – Der letzte Heide
- 2008: Die Patin – Kein Weg zurück
- 2011: Nina Undercover – Agentin mit Kids
- 2015: Diener des Volkes
- 2024: Münter & Kandinsky